# 何も言えなくて…夏 〜JAYWALK ORIGINAL EDITION 1〜
『何も言えなくて…夏 〜JAYWALK ORIGINAL EDITION 1〜』（なにもいえなくて…なつ ジェイ・ウォーク・オリジナル・エディション・ワン）は、JAYWALK3枚目のセルフ・カバー・アルバム。2006年7月19日、オーマガトキ/OAK RECORDSから発売された。

## 概要
「REASON ACOUSTICS BY JAYWALK」より10年半振りのセルフ・カバーアルバム。代表曲・既発楽曲を2006年ヴァージョンで再録。

## 収録曲
1. 何も言えなくて…夏
2. その胸のヒーロー
3. RELAX
4. 君にいて欲しい
5. 200X年…公園
6. SHE SAID...
7. STARGAZER
8. 勝利者 ～WINNER～
9. タクシー・ドライバー
10. YUKI-ONNA ～雪女～
11. 見つめていたい
12. REASON ～小さな君へ～
13. 星が流れる夜
14. RELAY RUNNER
15. 心の鐘を叩いてくれ